# Jani Simulambo
Jani Simulambo (ur. 9 listopada 1953 w Livingstone) – zambijski piłkarz grający na pozycji ofensywnego pomocnika. W swojej karierze rozegrał 75 meczów i strzelił 7 goli w reprezentacji Zambii.

## Kariera klubowa
Swoją karierę piłkarską Simulambo rozpoczął w klubie Lusaka Tigers FC, w którym grał w 1972 roku. W latach 1973–1979 był zawodnikiem Green Buffaloes FC. W sezonach 1975, 1977 i 1979 wywalczył z nim trzy tytuły mistrza Zambii. W 1980 roku przeszedł do Kabwe Warriors, w którym grał przez dwa sezony. W latach 1982–1983 był piłkarzem Profound Warriors FC z Lusaki. Z kolei w latach 1984-1989 występował w suazyjskim Mbabane Highlanders FC, w którym zakończył karierę. Pełnił w nim rolę grającego trenera. Wraz z tym klubem trzykrotnie wywalczył mistrzostwo Suazi w sezonach 1984, 1986 i 1988 oraz zdobył Puchar Suazi w sezonie 1985.

## Kariera reprezentacyjna
W reprezentacji Zambii Simulambo zadebiutował 16 maja 1971 roku w przegranym 3:6 meczu eliminacji do Igrzysk Olimpijskich 1972 z Etiopią, rozegranym w Addis Abebie. W debiucie strzelił gola. W 1974 roku powołano go do kadry na Puchar Narodów Afryki 1974. Zagrał w nim w czterech meczach: grupowym z Egiptem (1:3) oraz w półfinałowym z Kongiem (4:2 po dogrywce) i w finałowych z Zairem (2:2 po dogrywce, 0:2). Z Zambią został wicemistrzem Afryki.
W 1978 roku Simulambo został powołany do kadry na Puchar Narodów Afryki 1978. W tym turnieju zagrał w trzech meczach grupowych: z Ghaną (1:2), z Górną Woltą (2:0) i z Nigerią (0:0). W kadrze narodowej grał do 1981 roku. Wystąpił w niej 75 razy i strzelił 7 goli.